# 氷川きよし・演歌名曲コレクション10〜浪曲一代〜
『氷川きよし・演歌名曲コレクション10 〜浪曲一代〜』（えんかめいきょくコレクションテン ろうきょくいちだい）は、日本の演歌歌手氷川きよしのアルバムである。2009年5月20日発売。発売元はコロムビアミュージックエンタテインメント。

## 概要
前作から半年ぶりとなるアルバム。自身の楽曲6曲と演歌・昭和歌謡の名曲6曲を収録。
20Pブックレット付でカートンケース入り仕様。
初回限定盤は「浪曲一代」のPVの別編集版、「浪曲一代」TVスポット映像を収録したDVD付。

## 収録曲
1. 浪曲一代(5:10)
作詞：松井由利夫、作曲：水森英夫、編曲: 伊戸のりお
18thシングル
2. 流氷の町(4:43)
作詞：下地亜記子、作曲：大谷明裕、編曲: 南郷達也
3. 望郷の月(4:18)
作詞：菅麻貴子、作曲：杜奏太朗、編曲: 石倉重信
4. 砂山(4:12)
作詞：かず翼、作曲：杜奏太朗、編曲: 石倉重信
5. 影ぼうし(4:35)
作詞：菅麻貴子、作曲：桧原さとし、編曲: 南郷達也
6. オロロン港(4:34)
作詞：仁井谷俊也、作曲：杜奏太朗、編曲: 伊戸のりお
7. 湯の町エレジー(4:23)
作詞：野村俊夫、作曲：古賀政男、編曲: 石倉重信
近江俊郎のカバー（1948年）
8. 蘇州夜曲(3:51)
作詞：西条八十、作曲：服部良一、編曲: 石倉重信
霧島昇&渡辺はま子のカバー（1940年）
9. 国境の町(3:33)
作詞：大木惇夫、作曲：阿部武雄、編曲: 石倉重信
東海林太郎のカバー（1934年）
10. 東京ブギウギ(3:16)
作詞：鈴木勝、作曲：服部良一、編曲: 石倉重信
笠置シヅ子のカバー（1947年）
11. 北上夜曲(4:48)
作詞：菊地規、作曲：安藤睦夫、編曲: 石倉重信
和田弘とマヒナスターズ&多摩幸子のカバー（1961年）
12. 小樽のひとよ(3:44)
作詞：池田充男、作曲：鶴岡雅義、編曲: 石倉重信
鶴岡雅義と東京ロマンチカのカバー（1967年）